# 徐圖
徐圖（1559年—1605年），字君猷，號明宇，山東萊州府掖縣人，民籍，明朝政治人物。

## 生平
萬曆七年（1579年）己卯科山東鄉試第四十名，萬曆十一年（1583年）癸未科會試第二百二十五名，登三甲第二百二十二名進士。吏部觀政，十二年授直隶武进知县，充應天府鄉試同考官，十七年行取，授江西道御史，十八年巡盐两淮，十九年告终养，二十一年調别衙门用。改添注行人司正，三十二年升户部郎中，三十三年乙巳卒。

## 家族
曾祖徐謙；祖父徐漢；父徐守道，曾任倉副使。母鞠氏；繼母史氏。